# جيري كيرنان
جيري كيرنان (بالإنجليزية: Jerry Kiernan)‏ هو عداء مراثوني أيرلندي، ولد في 31 مايو 1953.

## وصلات خارجية
- جيري كيرنان على موقع أوليمبيديا (الإنجليزية)